# Asnois (Vienne)
Asnois è un comune francese di 150 abitanti situato nel dipartimento della Vienne nella regione della Nuova Aquitania.

## Società

### Evoluzione demografica
Abitanti censiti